# Беверли-Хиллз, 90210 (сезон 10)
«Беверли-Хиллз, 90210» — американский телесериал, повествующий о близнецах из семейства Уолш, оказавшихся в мире золотой молодёжи в лос-анджелесском районе Беверли-Хиллз («90210» в названии является почтовым индексом района; произносится как «девяносто-двести-десять», а «Беверли-Хиллз» — названием района; произносится как «беверли-хиллз»). В России вышел на канале СТС в 2000 году в дубляже фирмы «СВ ДУБЛЬ». На DVD сезон выпущен 2 ноября 2010 года.

## Сюжет
Настаёт пора серьёзных перемен в жизни обитателей Беверли-Хиллз…
Келли узнаёт, кто изнасиловал её, и при новой встрече с Джо Пэтчем (Клифф Дорфман) она убивает юношу. Джина узнаёт, что доктор Мартин (Майкл Даррелл) её настоящий отец, а Джанет сообщает Стиву, что беременна. Юноша делает ей предложение, однако родители девушки против этого брака.
Дилан пытается наладить свою жизнь, поэтому он расстаётся с Джиной. Вскоре юноша случайно узнаёт, что его отец не погиб во время того взрыва несколько лет назад, и Келли решает помочь Дилану в поисках Джека, чем вызывает ревность Мэтта. И, как вскоре становится ясно, не зря. Ведь, как говорится, первая любовь не ржавеет…
Дела в магазине Донны и Келли идут в гору: магазинчик обретает популярность, и у них появляются именитые клиенты. Донна хочет вернуться к Ноа, но юноша встречается с барменшей Чериз (Элизабет Богуш). У Дэвида начинается роман с журналисткой Камиль Десмонд (Джози Дэвис), и Донна, встречающаяся с Уэйном (Шон Кристиан), понимает, что ей это не нравится. Между тем Дэвида приглашают работать в Нью-Йорк…
А Келли оказывается перед выбором: Мэтт хочет жениться на вдове своего погибшего брата Патрика Дёрнинга (Фриман Майклс) — Джулиан Дёрнинг (Уокер Брендт) — и помочь ей в воспитании ещё не родившегося общего ребёнка. Теперь Келли должна понять, любит ли она Мэтта?
Дэвид и Донна понимают, что всё ещё любят друг друга, и решают пожениться. Они играют свадьбу, где Келли решает попробовать снова начать отношения с Диланом.

## Основной состав
- Дженни Гарт в роли Келли Тейлор
- Ян Зиринг в роли Стива Сандерса
- Люк Перри в роли Дилана Макея
- Брайан Остин Грин в роли Дэвида Сильвера
- Тори Спеллинг в роли Донны Мартин
- Джо Тата в роли Нэта Буссикьо
- Винсент Янг в роли Ноа Хантера
- Ванесса Марсил в роли Джины Кинкейд
- Линдсей Прайс в роли Джанет Сосна
- Дэниел Козгров в роли Мэтта Дёрнинга

## Приглашённые звёзды
- Джед Аллан — Раш Сандерс
- Мэттью Лоуренс — Мел Сильвер
- Энн Гиллеспи — Джеки Тейлор
- Майкл Дюрелл — Джон Мартин
- Кэтрин Кэннон — Фелиция Мартин
- Джози Дэвис — Камилл Дэзмонд
- Джош Тейлор — Джек МакКей

## Описание эпизодов
| Эпизод | Название                                                                                      | Дата выхода в эфир | Режиссёр               | Сценаристы                         |
| --- | --------------------------------------------------------------------------------------------- | ------------------ | ---------------------- | ---------------------------------- |
| |                                                                                               |                    |                        |                                    |
| 10x01 | The Phantom Menace / Призрачная угроза                                                        | 8 сентября 1999    | Чарли Коррелл          | Джон Эйзендрас                     |
| Келли стреляет и убивает того человека, который её изнасиловал. Полиция считает, что убийство — это самооборона, но суд все равно будет — так как она использовала краденое оружие, и не говорит, откуда оно у неё. Стив узнаёт, что Джанет хочет устроиться на работу в другой газете. |                                                                                               |                    |                        |                                    |
| |                                                                                               |                    |                        |                                    |
| 10x02 | Let’s Eat Cake / Давайте есть печенья                                                         | 15 сентября 1999   | Джоэль Джей Фейгенбаум | Лори МакКарти                      |
| Джанет говорит Стиву, что она на четвёртом месяце беременности. Дилан пытается выручить Люси Уилсон, бывшую подругу средней школы, живущую в Отеле Бель Эр, после того, как она арестована за хранение наркотиков |                                                                                               |                    |                        |                                    |
| |                                                                                               |                    |                        |                                    |
| 10x03 | You Better Work / Приступай к работе                                                          | 22 сентября 1999   | Харви Фрост            | Аарон Гарбертс и Грэтхен Джей Берг |
| Дилану отказывают о возвращении в колледж из-за несданного эссе. Ноа понимает, что всё ещё любит Донну. Стив сомневается в том, что он готов стать отцом. |                                                                                               |                    |                        |                                    |
| |                                                                                               |                    |                        |                                    |
| 10x04 | A Fine Mess / Идеальный беспорядок                                                            | 29 сентября 1999   | Аллан Крокер           | Джо Эйзендрас                      |
| Дилан просит Джину выселиться из его номера в гостинице. Отношения Ноа и Донны меняются |                                                                                               |                    |                        |                                    |
| |                                                                                               |                    |                        |                                    |
| 10x05 | The Loo-Ouch / Неприятное ощущение                                                            | 20 октября 1999    | Ким Фридман            | Тайлер Бенсингер                   |
| Стив и Джанет наконец сообщают родителям о её беременности. Мэт и Ноа предлагают освободить место для детской. |                                                                                               |                    |                        |                                    |
| |                                                                                               |                    |                        |                                    |
| 10x06 | 80’s Night / Ночь 80-х                                                                        | 27 октября 1999    | Чип Чалмерс            | Джо Эйзендрас                      |
| Келли навещают родители насильника. Стив и Джанет ссорятся из-за планов — Стив хочет украсить дом к Хеллоину, а Джанет —сходить на вечеринку группы. |                                                                                               |                    |                        |                                    |
| |                                                                                               |                    |                        |                                    |
| 10x07 | Laying Pipe / Прокладывая трубы                                                               | 3 ноября 1999      | Люк Перри              | Мэтт Дэрборн                       |
| Келли и Дилана просят быть крестными родителями ребёнка Стива и Джанет. Идет планирование свадьбы. Джина начинает шантажировать Мэла Сильвера. |                                                                                               |                    |                        |                                    |
| |                                                                                               |                    |                        |                                    |
| 10x08 | Baby, You Can Drive My Car / Ты можешь сесть за руль моей машины                              | 10 ноября 1999     | Кевин Инч              | Аарон Гарбертс и Грэтхен Джей Берг |
| На Дилана нападает группа мужчин. |                                                                                               |                    |                        |                                    |
| |                                                                                               |                    |                        |                                    |
| 10x09 | Family Tree (Part 1) / Семейное древо                                                         | 17 ноября 1999     | Эллисон Лидди-Браун    | Джон Эйзендрас                     |
| Келли наконец узнает от Мэла, что Джина шантажировала его. Медовый месяц Стива и Джанет не очень счастливый. |                                                                                               |                    |                        |                                    |
| |                                                                                               |                    |                        |                                    |
| 10x10 | What’s In A Name (Part 2) / Что в имени тебе моём                                             | 17 ноября 1999     | Кристофер Гиблерс      | Скотт Файфер                       |
| Джанет родила девочку, Стив очень переживает за неё и новорожденного. |                                                                                               |                    |                        |                                    |
| |                                                                                               |                    |                        |                                    |
| 10x11 | Sibling Revelry / Семейный праздник                                                           | 15 декабря 1999    | Грэм Линч              | Джон Эйзендрас                     |
| Дилан дарит Келли дорогую картину и это тревожит Мэтта, который думает, что Дилан снова начинает ухаживать за ней. Тем временем Донна рассказывает Джине, что они сводные сёстры. |                                                                                               |                    |                        |                                    |
| |                                                                                               |                    |                        |                                    |
| 10x12 | Nine Yolks Whipped Lightly / Слегка взбить девять желтков                                     | 22 декабря 1999    | Джоэль Джей Фейгенбаум | Лори МакКарти                      |
| Мать Донны, Феличе, снисходительно пытается подкупить Джину. Мэтт покупает обручальное кольцо и делает Келли предложение, которое она принимает. |                                                                                               |                    |                        |                                    |
| |                                                                                               |                    |                        |                                    |
| 10x13 | Tainted Love / Испорченная любовь                                                             | 12 января 2000     | Роберт Уивер           | Джим Хальтерман                    |
| Мэтт скрывает от Келли свои финансовые проблемы. |                                                                                               |                    |                        |                                    |
| |                                                                                               |                    |                        |                                    |
| 10x14 | I’m Using You 'Cause I Like You / Я использую тебя, потому что ты мне нравишься               | 19 января 2000     | Йен Зиринг             | Аарон Гарбертс и Грэтхен Джей Берг |
| Келли решает оставить работу в магазине. Стив и Джанет нанимают няню для своего ребёнка, с которой Ноа просит назначить свидание. |                                                                                               |                    |                        |                                    |
| |                                                                                               |                    |                        |                                    |
| 10x15 | Fertile Ground / Плодородные земли                                                            | 26 января 2000     | Виктор Лобл            | Джон Эйзендрас                     |
| Старший брат Мэтта, Патрик, приезжает со своей женой и с очень личной просьбой: жена не может забеременеть, так как он бесплоден, и просит брата сдать свою сперму. Донна теперь одна управляет магазином. |                                                                                               |                    |                        |                                    |
| |                                                                                               |                    |                        |                                    |
| 10x16 | The Final Proof / Последнее доказательство                                                    | 9 февраля 2000     | Брайан Остин Грин      | Мэтт Дэрборн и Тайлер Бенсингер    |
| Келли и Мэтт готовятся идти на телевикторину Дня святого Валентина. Но когда у Келли случается нервный срыв, Донне приходится идти вместо неё. Дилану удаётся избавится от похитителей Ноа. Доктор Мартин хочет наладить отношения с Джиной. Пока Джина переодевается на ужин с отцом, тот умирает от сердечного приступа, и девушка обнаруживает его ужё мёртвым. |                                                                                               |                    |                        |                                    |
| |                                                                                               |                    |                        |                                    |
| 10x17 | Doc Martin / Доктор Мартин                                                                    | 16 февраля 2000    | Кевин Инч              | Лори МакКарти и Джон Эйзендрас     |
| Доктор Мартин умирает от внезапного инсульта. Джина решает уехать из Лос-Анджелеса в Нью-Йорк, Ноа уходит в запой. Машину Нэта забирают за долги. Джина уезжает из Беверли-Хиллз сразу после похорон отца, и Дилан, который огорчен помолвкой Келли, едет с ней. |                                                                                               |                    |                        |                                    |
| |                                                                                               |                    |                        |                                    |
| 10x18 | Eddie Waitkus / Эдди Вэйткус                                                                  | 1 марта 2000       | Чип Чалмерс            | Джон Эйзендрас                     |
| Дэвид обдумывает свои дальнейшие отношения с Камиль. Ноа в запое. Ночью он проникает в пляжный домик, вернувшись с очередной тусовки. Мэт перепутал его с вором, огрев битой. Стив видит по телевизору репортаж о вынужденной посадке самолёта. В репортаже показывают копию Джека МакКея — отца Дилана, погибшего 7 лет назад. Дилан и Стив начинают проверку, но парня убеждают, что Джек погиб. Дилан хочет разобраться в смерти своего отца, но агент ФБР советует ему оставить это. Келли приносит Дилану список пассажиров того рейса, и Дилан понимает, что Джек действительно может быть жив.                                                                                   |                                                                                               |                    |                        |                                    |
| |                                                                                               |                    |                        |                                    |
| 10x19 | I Will Be Your Father Figure / Я поведу тебя к алтарю                                         | 8 марта 2000       | Тоир Спеллинг          | Аарон Гарбертс и Грэтхен Джей Берг |
| Келли и Мэт решают помочь Дилану найти отца. Поиск приводит их к Аризоне, где они находят отца Дилана, который живёт под псевдонимом Эдди Вэйткус, и у него жена и молодой сын. Ноа чувствует себя не очень хорошо после удара битой. Донна ухаживает за ним. Ноа и Донна целуются, после чего Донна просит Ноа съехать, потому что всё кончено. Дэвид и Камиль хорошо проводят вместе время. Постоянные звонки Донны Дэвиду смущают девушку. Похоже, Дэвид и Донна ещё любят друг друга. Дилан возвращается в Беверли, так и не решившись увидеть отца, но Джек сам прилетает в Беверли.                                                                                               |                                                                                               |                    |                        |                                    |
| |                                                                                               |                    |                        |                                    |
| 10x20 | Ever Heard The One About The Exploding Father? / Ты ничего не слышал про подорвавшегося отца? | 15 марта 2000      | Энсон Уилльямс         | Лори МакКарти и Джон Эйзендрас     |
| Джек рассказывает, что находился под программой о защите свидетелей, а также о своей новой семье. Дэвид получает предложение о работе в Нью-Йорке. Дэвид рассказывает Дилану, что хочет вернуть Донну, а Донна осознаёт, что любит Дэвида. Джек уезжает, решив остаться под опекой ФБР. Мэт возобновляет адвокатскую практику. Дэвид отказывается от заманчивого предложения. |                                                                                               |                    |                        |                                    |
| |                                                                                               |                    |                        |                                    |
| 10x21 | Spring Fever / Весенняя лихорадка                                                             | 22 марта 2000      | Эллисон Лидди-Браун    | Энни Браннер                       |
| Мэтт сопровождает Дилана в поездку на Калифорнийских холмах. Донна застаёт Камиль и Дэвида в магазине за занятием сексом. Она очень зла. Дэвид понимает, что всё ещё любит Донну, и решает с ней поговорить. Дилан и Мэт едут в пустыню, чтобы покататься на мотоциклах. Ноа знакомится с Элен — девушкой-алкоголичкой. Мэту подмешали наркотик, когда они с Диланом застряли на ночь в поселении, где была вечеринка. Мэт мучается, думая, что изменил Келли. Ноа решает познакомить Элен с Донной и Келли. Девушка убегает, решив, что с Донной Ноа будет лучше. Ноа решает поставить все точки над «i».                                                                              |                                                                                               |                    |                        |                                    |
| |                                                                                               |                    |                        |                                    |
| 10x22 | The Easter Bunny / Пасхальный заяц                                                            | 5 апреля 2000      | Чарли Коррелл          | Джон Эйзендрас                     |
| Элен не может справиться со своими проблемами и уходит от Ноа. Келли начинает подозревать Мэта. Дилан советует Мэту рассказать Келли правду. Так он и делает, и молодые люди ссорятся, однако потом мирятся. Донна решает создать виртуальную версию своего магазина, но потом передумывает, однако Камиль не намерена упускать эту идею, и Дилан становится инвестором проекта. Донна соглашается на затею с магазином. Веб-мастер, с которым она познакомилась, ей явно нравится, и Дэвида это раздражает. |                                                                                               |                    |                        |                                    |
| |                                                                                               |                    |                        |                                    |
| 10x23 | And Don’t Forget To Give Me Back My Black T-Shirt / И верни мне мою майку                     | 19 апреля 2000     | Аллан Крокер           | Мэтт Дэрборн и Тайлер Бенсингер    |
| Стив вкладывает капитал в предприятие Донны. Ноа вызволяет Элен из тюрьмы и решает помочь ей бросить пить. Мэт всё больше врёт Келли, а Дилан вынужден всё время подтверждать слова Мэта. Дилану также не нравится, что Келли и Мэт уже ищут место для свадьбы. По случаю открытия сайта Донны в «Сумерках» устроена вечеринка, но веб-мастер отказывается запускать сайт, так как они с Донной расстались. Камиль и Дэвид расстаются. А Донна всё-таки запускает проект. |                                                                                               |                    |                        |                                    |
| |                                                                                               |                    |                        |                                    |
| 10x24 | Love Is Blind / Любовь слепа                                                                  | 26 апреля 2000     | Дженни Гарт            | Джон Эйзендрас                     |
| Дилан дарит на свадьбу Мэтта и Келли два авиабилета. Стив и Джанет получают предложение бизнесменов купить их газету. Донна говорит Дэвиду, что хочет сохранять их отношения строго платоническими, в то время как мать Донны, Феличе, говорит ей, что она решила поднять семейный дом для продажи. Элен знакомит Ноа со своей семьёй, и снова решает уйти от него. Мэту предлагают работу в Сиэтле, и он зовёт с собой Келли, так как боится её сближения с Диланом, между тем дата свадьбы уже назначена. Благодаря общим усилиям друзей, Донна и Дэвид снова решают быть вместе. Стив и Джанет продают газету, но в ней должен остаться один редактор, и Стив уступает место Джанет. |                                                                                               |                    |                        |                                    |
| |                                                                                               |                    |                        |                                    |
| 10x25 | I’m Happy For You… Really / Я рада за тебя… Правда                                            | 10 мая 2000        | Рой Кампанелла-Младший | Лори МакКарти                      |
| Донна видит репортаж по телевизору, где рассказывается о гибели сёрфера, и звонит Келли. Девушка думает, что Дилан погиб, но оказывается, что парень просто уехал. Келли понимает, что Дилан ей дорог. Донна и Дэвид занимаются ерундой, и не могут понять, нужны ли они друг другу. Элен хочет вернуть Ноа, но он пока не готов. Брат Мэта погибает в автокатастрофе. Келли решает ехать с ним на похороны. Дэвид делает Донне предложение! |                                                                                               |                    |                        |                                    |
| |                                                                                               |                    |                        |                                    |
| 10x26 | The Penultimate (Finale, Part 1) / Предпоследние. Финал, Часть 1                              | 17 мая 2000        | Майкл Лэнг             | Джон Эйзендрас                     |
| Дэвид делает предложение Донне, и они принимают важное решение. Карьера Джанет как младшего редактора взлетает. Келли должна принять важное для себя решение — выходить замуж за Мэтта или нет. Мэт решает расстаться с Келли, и рассказывает ей об измене. Он уезжает, решив воспитывать ещё не родившегося ребёнка своего брата. Ноа решает начать отношения с Элен. |                                                                                               |                    |                        |                                    |
| |                                                                                               |                    |                        |                                    |
| 10x27 | Ode To Joy (Finale, Part 2) / Ода радости. Финал, Часть 2                                     | 17 мая 2000        | Кевин Инч              | Джон Эйзендрас                     |
| На торжество приезжают Андрэа и Вэлори. Брендон присылает видеописьмо, в котором говорит, что ему всех очень не хватает. На свадьбе букет невесты падает в руки Келли, явно намекая, что она выйдет замуж за Дилана. Стив просит, чтобы Джанет помогла ему сформировать их собственное издательство. Ноа возвращается к Элен и говорит ей, что решил дать их отношениям второй шанс. Келли и Мэтт расстаются, и Келли возвращается, чтобы восстановить отношения с Диланом. |                                                                                               |                    |                        |                                    |

## Рейтинг
| #  | День недели | Премьера        | Финал       | Сезон     | Позиция | Количество зрителей (в млн.) |
| -- | ----------- | --------------- | ----------- | --------- | ------- | ---------------------------- |
| 10 | Среда       | 8 сентября 1999 | 17 мая 2000 | 1999—2000 | 82      | 8.33                         |